# Chimonobambusa marmorea
La Chimonobambusa marmorea (o Bambú marmori) és una espècie de bambú, del gènere Pleioblastus de la família de les poàcies, ordre de les poals, subclasse Commelinidae, classe Liliopsida, divisió dels magnoliofitins.
És originària de l'illa de Honshu, al sud del Japó, país on se l'anomena kan-chiku. Taxonòmicament ha tingut diversos noms al llarg de la història: Bambusa marmorea (Mitford.), Arundinaria marmorea ((Mitford.)Makino.), Arundinaria kokantsik (Kurz.).

## Descripció
Les flors són hermafrodites i pol·linitzades pel vent, floreix amb intervals de molts anys i, quan ho fa, la planta queda molt afeblida. Pot arribar als quatre metres d'alçada, encara que normalment en fa entre dos i tres, amb 10-15 mm de diàmetre. Suporta temperatures de fins a -10 °C, però no la sequera.
A la tardor, els brots tendres estan coberts per una funda de color marbre, cosa que els donà el nom científic.